# عادل سرشار
عادل سرشار (3 يناير 1992 إيران - ) هو لاعب كرة قدم إيراني، يلعب كمدافع.

## مسيرته

### مسيرته مع الأندية
- 2013 - 2014 لعب مع نادي أبو مسلم خراسان 14 مباراة سجل خلالها 3 أهداف.

## روابط خارجية
- عادل سرشار على موقع قاعدة بيانات كرة القدم.إي يو (الإنجليزية)
- عادل سرشار على موقع Soccerway.com (الإنجليزية)